# Megyaszó, Borsod-Abaúj-Zemplén
Megyaszó este un sat în districtul Szerencs, județul Borsod-Abaúj-Zemplén, Ungaria, având o populație de 2.828 de locuitori (2011). 

## Demografie
Componența etnică a satului Megyaszó
     Maghiari (89,16%)
     Romi (10,84%)
Componența confesională a satului Megyaszó
     Reformați (46,57%)
     Romano-catolici (30,48%)
     Fără religie (3,96%)
     Greco-catolici (1,87%)
     Necunoscută (16,97%)
     Luterani (0,14%)
     Alte religii (0,71%)
Conform recensământului din 2011, satul Megyaszó avea 2.828 de locuitori. Din punct de vedere etnic, majoritatea locuitorilor (89,16%) erau maghiari, cu o minoritate de romi (10,84%). Nu există o religie majoritară, locuitorii fiind reformați (46,57%), romano-catolici (30,48%), persoane fără religie (3,96%) și greco-catolici (1,87%). Pentru 16,97% din locuitori nu este cunoscută apartenența confesională.